# Diecezja El Alto
Diecezja El Alto (łac. Dioecesis Altanus) – katolicka diecezja w Boliwii, sufragania archidiecezji La Paz. Została erygowana 25 czerwca 1994 roku.

## Ordynariusze
- Jesús Juárez Párraga SDB (1994–2013)
- Eugenio Scarpellini (2013–2020)
- Giovani Arana (od 2021)